# Kyčmol
Kyčmol je přírodní památka poblíž obce Horní Lomná v okrese Frýdek-Místek. Důvodem ochrany je rašelinná louka s typickými prvky vegetace, v povodí Lomné ojedinělá a vzácná. Vyskytují se zde chráněné rostliny a živočichové.